# Cyclomia
Cyclomia är ett släkte av fjärilar som ingår i familjen mätare. Släktet beskrevs 1857 av Achille Guenée och typart är Cyclomia mopsaria som förekommer i Central- och Sydamerika.

## Arter inom släktet, i alfabetisk ordning[1]
- Cyclomia acontiaria
- Cyclomia alternata
- Cyclomia amelia
- Cyclomia bellula
- Cyclomia calidata
- Cyclomia castraria
- Cyclomia costipuncta
- Cyclomia disparilis
- Cyclomia divisata
- Cyclomia ebuleata
- Cyclomia epionaria
- Cyclomia eugraphiata
- Cyclomia fidoniata
- Cyclomia flavida
- Cyclomia fulvimacula
- Cyclomia fumaria
- Cyclomia iodaria
- Cyclomia jaspidea
- Cyclomia lilacina
- Cyclomia marsitata
- Cyclomia minuta
- Cyclomia mixtalis
- Cyclomia mopsaria
- Cyclomia mounsayi
- Cyclomia obliterata
- Cyclomia ocana
- Cyclomia ocellata
- Cyclomia plagaria
- Cyclomia purpuraria
- Cyclomia rubida
- Cyclomia sanata
- Cyclomia scopulata
- Cyclomia sericearia
- Cyclomia sororcula
- Cyclomia strigifera
- Cyclomia subnotata
- Cyclomia terginata
- Cyclomia tumidilinea
- Cyclomia turturaria
- Cyclomia uniseriata
- Cyclomia vinosa
- Cyclomia vinosaria